# プロジェクトのスリップ
プロジェクト計画では、スリップは期限を逃す行為である。進捗状況を追跡するために設定される任意のマイルストーンにすることができる。
スリップを避けるためには、スケジュールの遅れを避けるために、プロジェクト（特に研究の場合）をあらかじめ注意深く計画する必要がある。ガントチャートとタイムライン図が役立つ。 